# Dawargaon, Bhalki
Dawargaon là một làng thuộc tehsil Bhalki, huyện Bidar, bang Karnataka, Ấn Độ.